# Allodardanus midas
Allodardanus midas is een tienpotigensoort uit de familie van de Diogenidae. De wetenschappelijke naam van de soort is voor het eerst geldig gepubliceerd in 1985 door McLaughlin & Gore.